# 百万英镑
百万英镑（The Million Pound Bank Note）是美国作家马克·吐温于1893年發表的短篇小说，講的是美国的一个小办事员来到英国伦敦後獲得100万鎊並發財的故事。作者通過該文章表達對金錢至上的不滿。該小說被改編成多部電影。